# Hárisz Papász
Hárisz Papász (görögül: Χάρης Παππάς) (1983. május 12. Kavala –) görög labdarúgó, jelenleg a TSV 1860 München szerződött játékosa.

## Pályafutása
Papász legtöbbször offenzív középpályásként játszik, a München 1860 sportdirektora Miroslav Stević szerint a középpályán különféle pozíciókban játszhat.

### Egyesületei
Papász fiatal korában könnyűatléta volt, különösen eredményes a  400 méteres síkfutásban. Barátainak tanácsára 18 éves korában elhatározta, elkezdi profi labdarúgó életét. 2001 nyarától a negyedik osztályban az Orfeas Eleftheroupolis csapatában játszott. 2002-ben a második osztályba ment át a  Panserraikos csapatához, ahol az év végéig 20 alkalommal játszott és egy gólt lőtt. 2003 januárjában a konkurens Apollon Kalamarias csapatához ment át Szalonikiba.  2004 Papász az Apollon Kalamariassal az első osztályba jutott be. Egy évvel később írta alá az PAE Olimbiakósz SZFP öt évre szóló szerződését, de továbbra is Szalonikiban maradt mint kölcsönjátékos még egy szezonra. Összesen 94 alkalommal játszott az Apollon Kalamariasban és eközben 24 gólt lőtt. A 2006-2007 szezonban végül az PAE Olimbiakósz SZFP játszott 17 alkalommal és 3 gólt lőtt. Csapata ebben a szezonban megnyerte a görög bajnokságot. 2007 nyarán átment az AÉK csapatába, ahol a következő évadban nyolc alkalommal játszott és két gólt lőtt. 2008-2009-ben a Skoda Xanthi csapatának játékosa volt, ahol 20 meccsen két gólt lőtt. 2009 nyarán elhagyta Görögországot és aláírta német, másodosztályú 1860 München csapat egyéves szerződését egy a következő évre szóló opcióval.

### Válogatottsága
13 alkalommal játszott az  U-21-es görög válogatottban, amelyben két gólt ért el.

## Sikerei, díjai

### Csapatban
- 2007: görög bajnok az Olimpiakosz Pireusz csapatában

### Személyesen
- 2004: a görög másodosztály legjobb labdarúgója

## Külső hivatkozások
- Steckbrief auf tsv1860.de
- Portrait auf tsv1860.de

## Fordítás
- Ez a szócikk részben vagy egészben  a   Charilaos Pappas című német Wikipédia-szócikk fordításán alapul.  Az eredeti cikk szerkesztőit annak laptörténete sorolja fel. Ez a jelzés csupán a megfogalmazás eredetét és a szerzői jogokat jelzi, nem szolgál a cikkben szereplő információk forrásmegjelöléseként.